# إديتاثون

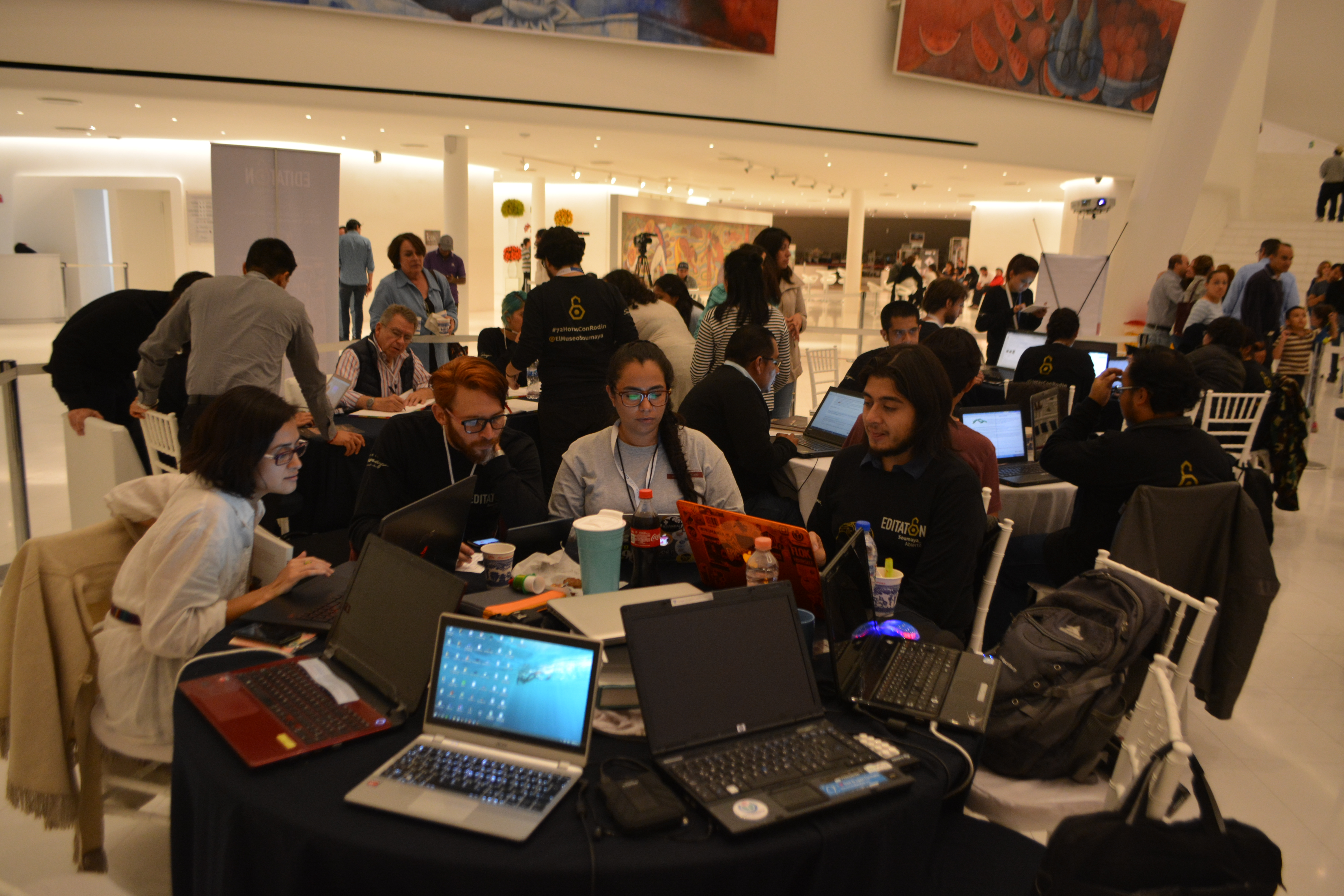

في مجتمعات ويكيبيديا عبر الإنترنت وخريطة الشارع المفتوحة، مبادرة التحرير (بالإنجليزية: Edit-a-thon)‏ وتُنقحر إلى إديتاثون، هي المناسبة التي يتجمع بها الويكيبيديون لتحرير وتعديل وتحسين موضوع ما أو مجموعة محددة من مقالات ويكيبيديا في وقت ومكان واحد. بشكل عام، يتم تقديم الدعم للمحررين الجدد مع عقد ورشة عمل لأساسيات التحرير، مع تقديم بعض الأنشطة التحفيزية التكميلية التي تراعها إحدى المؤسسات التعليمية والثقافية. ويكون الإديتاثون بمثابة فرصة العمل الجماعي والتعاوني بين الويكيبيديين ليتعلم المستخدم الجديد من زميله الأقدم وفرصة لالتقاء الويكيبيديين في جو اجتماعي مرح للقيام بتحرير ويكيبيديا. ويُضيف هذا النشاط التشاركي بعدًا وحضورًا آخرًا لمهمة متطوعي ويكيبيديا عبر الإنترنت، بالإضافة إلى توفير التنشئة الاجتماعية للمجتمع، مما يجعل له دورًا أكثر وضوحًا مقارنة بالرأي والتواجد العام.